# آرثر كينت
آرثر كينت هو سياسي كندي، ولد في 27 ديسمبر 1953 في مدسين هات في كندا. نشط حزبياً في الرابطة التقدمية المحافظة في ألبرتا ‏.

## وصلات خارجية
- آرثر كينت على موقع IMDb (الإنجليزية)
- آرثر كينت على موقع إن إن دي بي (الإنجليزية)